# Sistema de Observação da Terra
O Sistema de Observação da Terra, ou Earth Observing System (EOS) é um programa da NASA que se constitui numa série de satélites artificiais. As suas missões e instrumentos científicos são voltados para a observação de longo alcance da superfície da Terra, bem como sua biosfera, atmosfera e seus oceanos. O primeiro satélite do programa foi lançado em 1997.

## Missões
- SeaWiFS - 1 de agosto de 1997
- TRMM - 27 de novembro de 1997
- Landsat 7 - 15 de abril de 1999
- QuikSCAT - 19 de junho de 1999
- Terra - 18 de dezembro de 1999
- ACRIMSAT - 20 de dezembro de 1999
- NMP/EO-1 - 21 de novembro de 2000
- Jason 1 - 7 de dezembro de 2001

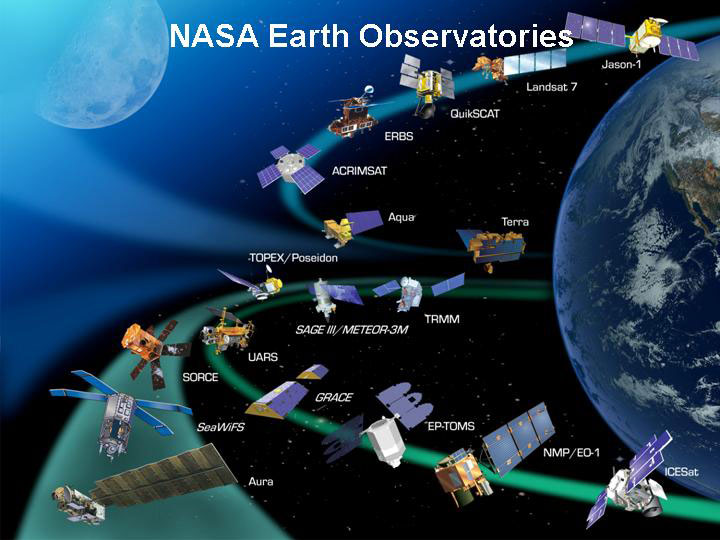
Os satélites do programa

- Meteor 3M-1/Sage III - 10 de dezembro de 2001
- Gravity Recovery and Climate Experiment - 17 de março de 2002
- Aqua - 4 de maio de 2002
- ADEOS II/Midori II - 12 de dezembro de 2002
- ICEsat - 12 de janeiro de 2003
- SORCE - 25 de janeiro de 2003
- Aura - 15 de julho de 2004
- CloudSat - 28 de abril de 2006 (juntamente com CALIPSO)
- CALIPSO - 28 de abril de 2006 (juntamente com CloudSat)
- Hydros - junho de 2006
- NPOESS - outubro de  2006
- ESSP - agosto de 2008
- OCO - setembro de 2008
- Jason 2 - setembro de 2008
- Aquarius - setembro de 2008
- NMP/EO-3 - cancelado em 2008